# 新兴铁道
新興鐵道（韓語：신흥철도；新興鐵道）是朝鮮日治時期设立在朝鲜半岛的一个的铁路公司，已于1945年9月解散。

## 管理路线
- 長津線
- 松興線
- 興南線